# Jake Lloyd
Jake Lloyd, także Jake Broadbent, właściwie Jacob Christopher Lloyd (ur. 5 marca 1989 w Fort Collins) – amerykański aktor filmowy i telewizyjny, występował w roli młodego Anakina Skywalkera w filmie Gwiezdne wojny: część I – Mroczne widmo.

## Życiorys

### Wczesne lata
Urodził się w Fort Collins w stanie Kolorado jako syn Williama 'Billa' Lloyda, w sanitariusza, i Lisy Riley, agentki rozrywki. Uczęszczał do Carmel High School w Carmel w stanie Indiana.

### Kariera
Mając siedem lat wystąpił w czterech odcinkach serialu NBC Ostry dyżur (ER, 1996) jako Jimmy Sweet oraz komedii familijnej Briana Levanta Świąteczna gorączka (Jingle All the Way, 1996) u boku Arnolda Schwarzeneggera.
Zyskał światową sławę jako 10-latek, gdy został wybrany przez George’a Lucasa do roli młodego Anakina Skywalkera w filmie Gwiezdne wojny: część I – Mroczne widmo (1999), pierwszym w prequelu trylogii Gwiezdne wojny, gdzie wystąpił wraz z Natalie Portman, Ewanem McGregorem i Liamem Neesonem. Powtórzył tę rolę w pięciu kolejnych grach wideo (1999-2002).
W 2001 roku postanowił nie wracać już więcej na plan zdjęciowy, porzucił aktorstwo, powołując się na zastraszanie ze strony kolegów, których stał się obiektem drwin, i stres jaki przeżywał, udzielając 60 wywiadów dziennie. Zaczął studiować psychologię w Columbia College Chicago w Chicago, jednak odpadł po pierwszym semestrze.

## Życie prywatne
17 czerwca 2015 roku w Karolinie Południowej został zatrzymany przez policję za zbyt szybką jazdę. Przy okazji złamał kilka przepisów drogowych i rozbił auto, a także wyszło na jaw, że nie ma prawa jazdy.
W kwietniu 2016 trafił na leczenie w zamkniętym ośrodku terapeutycznym. Jego matka potwierdziła, że u Lloyda zdiagnozowano schizofrenię.

## Filmografia

### Filmy fabularne
- 1995: Hakerzy (Hackers) jako wrotkarz
- 1996: Świąteczna gorączka (Jingle All the Way) jako Jamie Langston
- 1996: Odmienić los (Unhook the Stars) jako Jake „J.J.” Warren
- 1996: Apollo 11 jako Mark Armstrong
- 1998: Wirtualna obsesja (Host) jako Jack
- 1999: Gwiezdne wojny: część I – Mroczne widmo (Star Wars – Episode 1: The Phantom Menace) jako Anakin Skywalker
- 2001: Die with Me jako Mickey Cooper
- 2001: Madison jako Mike McCormick

### Seriale TV
- 1996: Kameleon (The Pretender) jako Ronnie Collins
- 1996: Ostry dyżur (ER) jako Jimmy Sweet
- 1998: Kameleon (The Pretender) jako młody Angelo
- 1999: Kameleon (The Pretender) jako Timmy